# Galium spathulatum
Galium spathulatum är en måreväxtart som beskrevs av I.Thomps.. Galium spathulatum ingår i släktet måror, och familjen måreväxter. Inga underarter finns listade i Catalogue of Life.